# 스티븐 앰브로즈

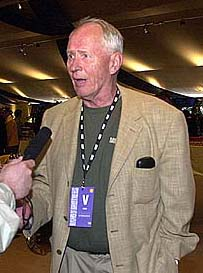
미니시리즈 《밴드 오브 브라더스》시사회장에서의 스티븐 암브로스.(2001년)

스티븐 에드워드 앰브로즈(Stephen Edward Ambrose, 1936년 1월 10일~2002년 10월 13일)는 역대 미국의 대통령이었던 드와이트 아이젠하워와 리처드 닉슨의 전기를 쓴 미국의 역사가이자 전기작가이다. 앰브로즈는 1960년 위스콘신 대학교 매디슨(University of Wisconsin-Madison)에서 박사 학위를 받았다. 뉴올리언스 대학교에서 역사학 교수를 맡기도 했다.
대한민국에서는 텔레비전 미니시리즈 《밴드 오브 브라더스》의 원작자로 잘 알려져 있으며, 리더스 다이제스트 한국어판에 스티븐 암브로스와 라이언 일병 구하기에 출연한 톰 행크스의 인터뷰가 소개되었다.